# Sri-lankische Cricket-Nationalmannschaft in Bangladesch in der Saison 2023/24
Die Tour der sri-lankischen Cricket-Nationalmannschaft nach Bangladesch in der Saison 2023/24 fand vom 4. März bis zum 3. April 2024 statt. Die internationale Cricket-Tour war Bestandteil der Internationalen Cricket-Saison 2023/24 und umfasste zwei Tests, drei One-Day Internationals und drei Twenty20s. Die Tests waren Bestandteil der ICC World Test Championship 2023–2025. Sri Lanka gewann die Test-Serie 2–0 und die Twenty20-Serie mit 2–1, während Bangladesch die ODI-Serie mit 2–1 gewann.

## Vorgeschichte
Australien bestritt zuvor eine Tour gegen Neuseeland, Sri Lanka gegen Afghanistan. Das letzte Aufeinandertreffen der beiden Mannschaften bei einer Tour fand in der Saison 2022 in Bangladesch statt.

## Stadien
Die folgenden Stadien wurden für die Tour als Austragungsorte vorgesehen.
| Stadion                              | Stadt      | Kapazität | Spiele               |
| ------------------------------------ | ---------- | --------- | -------------------- |
| Zohur Ahmed Chowdhury Stadium        | Chittagong | 22.000    | 2. Test; 1. − 3. ODI |
| Sylhet International Cricket Stadium | Sylhet     | 18.500    | 1. Test; 1. − 3. Т20 |

## Kaderlisten
Bangladesch benannte seine ODI- und Twenty20-Kader am 13. Februar und seinen Test-Kader am 18. März 2024.
Sri Lanka benannte seinen Twenty20-Kader am 28. Februar, seinen ODI-Kader am 12. März und seinen Test-Kader am 19. März 2024.
| Test | Test | ODI | ODI | Twenty20 | Twenty20 |
| Bangladesch | Sri Lanka | Bangladesch | Sri Lanka | Bangladesch | Sri Lanka |
| --- | --- | --- | --- | --- | --- |
| - Najmul Hossain Shanto (K) - Hasan Mahmud - Khaled Ahmed - Litton Das (wk) - Mahmudul Hasan Joy - Mehidy Hassan Miraz - Mominul Haque - Musfik Hasan - Mushfiqur Rahim (wk) - Nahid Rana - Nayeem Hasan - Shadman Islam - Shahadat Hossain - Shakib Al Hasan - Shoriful Islam - Taijul Islam - Towhid Hridoy - Zakir Hasan | - Dhananjaya de Silva (K) - Kusal Mendis (VK) - Dinesh Chandimal - Asitha Fernando - Vishwa Fernando - Chamika Gunasekara - Wanindu Hasaranga - Prabath Jayasuriya - Dimuth Karunaratne - Lahiru Kumara - Nishan Madushka - Angelo Mathews - Kamindu Mendis (wk) - Ramesh Mendis - Nishan Peiris - Kasun Rajitha - Sadeera Samarawickrama - Lahiru Udara | - Najmul Hossain Shanto (K) - Anamul Haque (wk) - Litton Das (wk) - Mahmudullah - Mehidy Hasan Miraz - Mushfiqur Rahim (wk) - Mustafizur Rahman - Rishad Hossain - Shoriful Islam - Soumya Sarkar - Taijul Islam - Tanzid Hasan - Tanzim Hasan Sakib - Taskin Ahmed - Tawhid Hridoy | - Kusal Mendis (K, wk) - Charith Asalanka (VK) - Sahan Arachchige - Akila Dananjaya - Avishka Fernando - Wanindu Hasaranga - Chamika Karunaratne - Lahiru Kumara - Janith Liyanage - Dilshan Madushanka - Pramod Madushan - Kamindu Mendis - Pathum Nissanka - Sadeera Samarawickrama (wk) - Maheesh Theekshana - Dunith Wellalage | - Najmul Hossain Shanto (K) - Aliss Islam - Anamul Haque (wk) - Jaker Ali - Litton Das (wk) - Mahedi Hasan - Mahmudullah - Mohammad Naim - Mustafizur Rahman - Rishad Hossain - Shoriful Islam - Soumya Sarkar - Taijul Islam - Tanzim Hasan Sakib - Taskin Ahmed - Tawhid Hridoy | - Wanindu Hasaranga (K) - Charith Asalanka (VK) - Akila Dananjaya - Niroshan Dickwella (wk) - Avishka Fernando - Binura Fernando - Dilshan Madushanka - Angelo Mathews - Kamindu Mendis - Kusal Mendis (wk) - Matheesha Pathirana - Kusal Perera (wk) - Sadeera Samarawickrama - Dasun Shanaka - Dhananjaya de Silva - Maheesh Theekshana - Nuwan Thushara - Jeffrey Vandersay |

## Twenty20 Internationals

### Erstes Twenty20 in Sylhet
| 4. März Scorecard | Sylhet | Sri Lanka 206-3 (20)         | – | Bangladesch 203-8 (20) |
|                   |        | Sri Lanka gewinnt mit 3 Runs |   |                        |

Bangladesch gewann den Münzwurf und entschied sich als Feldmannschaft zu beginnen. Für Sri Lanka bildete Eröffnungs-Batter Kusal Mendis zusammen mit dem dritten Schlagmann Kamindu Mendis eine Partnerschaft. Kamindu Mendis schied nach 19 Runs aus und wurde durch Sadeera Samarawickrama ersetzt. Kusal Mendis erreichte ein Fifty über 59 Runs und der ihm nachfolgende Charith Asalanka beendete zusammen mit Samarawickrama das Innings. Samarawickrama erreichte dabei ein Fifty über 61* Runs und Asalanka 44* Runs. Die bangladeschischen Wikis erzielten Rishad Hossain, Taskin Ahmed und Shoriful Islam. Für Bangladesch formte Eröffnungs-Batter Soumya Sarkar zusammen mit dem dritten Schlagmann Najmul Hossain Shanto eine Partnerschaft. Sarkar erreichte 12 Runs, woraufhin Mahmudullah ins Spiel kam. Shanto gelangen 20 Runs und wurde von Jaker Ali gefolgt. Mahmudullah verlor sein Wicket nach einem Fifty über 54 Runs, woraufhin Mahedi Hasan 16 Runs erreichte. Ali schied im letzten Over nach einem Fifty über 68 Runs aus, was jedoch nicht ausreichte, um die Vorgabe einzuholen. Beste sri-lankische Bowler waren mit jeweils zwei Wickets Angelo Mathews (für 17 Runs), Dasun Shanaka (für 36 Runs) und Binura Fernando (für 41 Runs). Als Spieler des Spiels wurde Charith Asalanka ausgezeichnet.

### Zweites Twenty20 in Sylhet
| 6. März Scorecard | Sylhet | Sri Lanka 165-5 (20)              | – | Bangladesch 170-2 (18.1) |
|                   |        | Bangladesch gewinnt mit 8 Wickets |   |                          |

Bangladesch gewann den Münzwurf und entschied sich als Feldmannschaft zu beginnen. Für Sri Lanka bildete Eröffnungs-Batter Kusal Mendis zusammen mit dem dritten Schlagmann Kamindu Mendis eine Partnerschaft. Kusal Mendis erreichte 36 Runs und Kamindu Mendis 37. Daraufhin formten Charith Asalanka und Angelo Mathews eine weitere Partnerschaft. Asalanka schied nach 28 Runs aus und Mathews (32* Runs) beendete zusammen mit Dasun Shanaka (20* Runs) das Innings. Die bangladeschischen Wickets erzielten Soumya Sarkar, Taskin Ahmed, Mahedi Hasan und Mustafizur Rahman. Für Bangladesch begannen die Eröffnungs-Batter Litton Das und Soumya Sarkar. Sarkar verlor sein Wicket nach 26 Runs und wurde durch Najmul Hossain Shanto ersetzt. Das konnte 36 Runs erzielen und dem hineinkommenden Towhid Hridoy gelang es dann zusammen mit Shanto die Vorgabe im vorletzten Over einzuholen. Shanto erreichte dabei ein Fifty über 53* Runs und Hrdioy 32* Runs. Die sri-lankischen Wickets erzielte Matheesha Pathirana mit 2 Wickets für 28 Runs. Als Spieler des Spiels wurde Najmul Hossain Shanto ausgezeichnet.

### Drittes Twenty20 in Sylhet
| 9. März Scorecard | Sylhet | Sri Lanka 174-7 (20)          | – | Bangladesch 146 (19.4) |
|                   |        | Sri Lanka gewinnt mit 28 Runs |   |                        |

Bangladesch gewann den Münzwurf und entschied sich als Feldmannschaft zu beginnen. Für Sri Lanka etablierte sich der Eröffnungs-Batter Kusal Mendis und an dessen Seite Kamindu Mendis 12 und Wanindu Hasaranga 15 Runs erreichte. Nachdem Angelo Mathews aufs Feld gekommen war, verlor Mendis sein Wicket nach einem Fifty über 86 Runs. Diesem folgte Dasun Shanaka und nachdem Mathews nach 10 Runs ausschied, schied Shanaka mit dem letzten Ball des Innings nach 19 Runs aus. Die Vorgabe für Bangladesch setzte er damit auf 175 Runs. Beste bangladeschische Bowler waren Taskin Ahmed mit 2 Wickets für 25 Runs und Rishad Hossain mit 2 Wickets für 35 Runs. Für Bangladesch erreichte Eröffnungs-Batter Soumya Sarkar 11 Runs, jedoch verloren sie früh sechs Wickets. Erst Mahedi Hasan und Rishad Hossain konnten eine Partnerschaft aufbauen. Hasan schied nach 19 Runs aus und wurde durch Taskin Ahmed ersetzt. Hossain erzielte ein Fifty über 53 Runs und Ahmed verlor das letzte Wicket des Spiels nach 31 Overn, was nicht ausreichte, um die Vorgabe einzuholen. Bester sri-lankischer Bowler war Nuwan Thushara mit 5 Wickets für 20 Runs, der dafür als Spieler des Spiels ausgezeichnet wurde.

## One-Day Internationals

### Erstes ODI in Chittagong
| 13. März Scorecard | Chittagong | Sri Lanka 255 (50)                | – | Bangladesch 257-4 (44.4) |
|                    |            | Bangladesch gewinnt mit 6 Wickets |   |                          |

Sri Lanka gewann den Münzwurf und entschied sich als Schlagmannschaft zu beginnen. Für sie begannen die Eröffnungs-Batter Pathum Nissanka und Avishka Fernando. Fernando erzielte 33 Runs und kurz darauf schied auch Nissanka 36 Runs aus. Ihnen folgte Kusal Mendis an dessen Seite Charith Asalanka 18 Runs erreichte, bevor Janith Liyanage ins Spiel kam. Mendis verlor sein Wicket nach einem Fifty über 59 Runs und dem ihm folgenden Wanindu Hasaranga gelangen 13 Runs. Liyanage erreichte ein Fifty über 67 Runs und das Innings endete mit einer Vorgabe von 256 Runs für Bangladesch. Beste Bowler für Bangladesch mit jeweils drei Wickets waren Tanzim Hasan Sakib (für 44 Runs), Shoriful Islam (für 51 Runs) und Taskin Ahmed (für 60 Runs). Bangladesch verlor früh seine Eröffnungs-Batter, bevor sich Najmul Hossain Shanto etablierte. An seiner Seite erzielte Mahmudullah 37 Runs, bevor Shanto zusammen mit Mushfiqur Rahim die Vorgabe im 45. Over einholte. Shanto gelang dabei ein Century über 122 Runs aus 129 Bällen und Rahim ein Fifty über 73 Runs. Bester Bowler für Sri Lanka war Dilshan Madushanka mit 2 Wickets für 44 Runs. Als Spieler des Spiels wurde Najmul Hossain Shanto ausgezeichnet wurde.

### Zweites ODI in Chittagong
| 15. März Scorecard | Chittagong | Bangladesch 286-7 (50)          | – | Sri Lanka 287-7 (47.1) |
|                    |            | Sri Lanka gewinnt mit 3 Wickets |   |                        |

Sri Lanka gewann den Münzwurf und entschied sich als Feldmannschaft zu beginnen. Für Bangladesch bildete Eröffnungs-Batter Soumya Sarkar mit dem dritten Schlagmann Najmul Hossain Shanto eine Partnerschaft. Shanto gelangen 40 Runs, woraufhin Towhid Hridoy aufs Feld kam. Sarkar verlor sein Wicket nach einem Fifty über 68 Runs und an der Seite von Hridoy konnte Mushfiqur Rahim 25, Mehidy Hasan Miraz 12 und Tanzim Hasan Sakib 18 Runs. Zusammen mit Taskin Ahmed beendete dann Hridoy das Innings und setzte die Vorgabe für Sri Lanka auf 287 Runs. Hridoy erreichte dabei ein Fifty über 96* Runs und Ahmed 18* Runs. Bester sri-lankischer Bowler war Wanindu Hasaranga mit 4 Wickets für 45 Runs. Für sri-lanka etablierte sich der Eröffnungs-Batter Pathum Nissanka und an seiner Seite erzielte Kusal Mendis 16 Runs, bevor Charith Asalanka ins Spiel kam. Nissanka verlor sein Wicket nach einem Century über 114 Runs aus 113 Bällen und kurz darauf schied auch Asalanka nach einem Fifty über 91 Runs aus. Daraufhin formten Dunith Wellalage und Wanindu Hasaranga eine weitere Partnerschaft. Hasaranga gelangen 25 Runs, bevor Wellalage die Vorgabe mit 15* Runs einholen konnte. Beste bangladeschische Bowler waren Shoriful Islam und Taskin Ahmed mit jeweils 2 Wickets für 49 Runs. Als Spieler des Spiels wurde Pathum Nissanka ausgezeichnet wurde.

### Drittes ODI in Chittagong
| 18. März Scorecard | Chittagong | Sri Lanka 235 (50)                | – | Bangladesch 237-6 (40.2) |
|                    |            | Bangladesch gewinnt mit 4 Wickets |   |                          |

Sri Lanka gewann den Münzwurf und entschied sich als Schlagmannschaft zu beginnen. Nachdem sie früh ihre Eröffnungs-Batter verloren bildeten Kusal Mendis und Sadeera Samarawickrama eine Partnerschaft. Samarawickrama schied nach 14 Runs aus und wurde gefolgt durch Charith Asalanka. Mednis konnte 29 Runs erzielen, woraufhin sich Janith Liyanage etablierte. Asalanka schied nach 37 Runs aus und ihm folgten Wanindu Hasaranga mit 11 und Maheesh Theekshana mit 15 Runs. Liyanage konnte das Innings ungeschlagen mit einem Century über 101* Runs aus 102 Bällen beenden. Beste bangladeschischer Bowler war Taskin Ahmed mit 3 Wickets für 42 Runs. Für Bangladesch begannen die Eröffnungs-Batter Anamul Haque und Tanzid Hasan. Haque schied nach 12 Runs aus und Towhid Hridoy konnte daraufhin 22 runs erzielen. Nachdem Mushfiqur Rahim ins Spiel gekommen war, verlor Hasan sein Wicket nach einem Fifty über 84 Runs. Der ihm folgende Mehidy Hasan Miraz konnte 25 Runs erreichen, bevor Rahim zusammen mit Rishad Hossain die Vorgabe im 41. Over einholen konnte. Hossain erzielte dabei 48* Runs und Rahim 37* Runs. Bester sri-lankischer Bowler war Lahiru Kumara mit 4 Wickets für 48 Runs. Als Spieler des Spiels wurde Rishad Hossain ausgezeichnet wurde.

## Tests

### Erster Test in Sylhet
| 22. – 26. März Scorecard | Sylhet | Sri Lanka 280 (68) & 418 (110.4) | – | Bangladesch 188 (51.3) & 182 (49.2) |
|                          |        | Sri Lanka gewinnt mit 328 Runs   |   |                                     |

Bangladesch gewann den Münzwurf und entschied sich als Feldmannschaft zu beginnen. Für Sri Lanka formte Eröffnungs-Batter Dimuth Karunaratne zusammen mit dem dritten Schlagmann Kusal Mendis eine Partnerschaft. Mendis erreichte 16 Runs und Karunaratne 17 Runs. Daraufhin konnten Dhananjaya de Silva und Kamindu Mendis eine weitere Partnerschaft formen. Beiden gelang jeweils ein Century über 102 Runs, Mendis benötigte dafür 127 Bälle und de Silva 131. Daraufhin konnte sich kein weiterer Batter etablieren und das Innings endete nach 280 Runs. Beste bangladeschische Bowler waren Khaled Ahmed mit 3 Wickets für 72 Runs und Nahid Rana mit 3 Wickets für 87 Runs. Für Bangladesch konnte Eröffnungs-Batter Mahmudul Hasan Joy und der fünfte batter Taijul Islam den Tag beim Stand von 32/3 beenden. Am zweiten Spieltag schied Joy nach 12 Runs aus und wurde durch Shahadat Hossain mit 18 und Litton Das mit 25 Runs gefolgt. Nachdem Mehidy Hasan Miraz ins Spiel gekommen war, schied Islam nach 47 Runs aus. Daraufhin kam Shoriful Islam ins Spiel und Miraz verlor nach 11 Runs sein Wicket. Es folgte Khaled Ahmed und nachdem Islam nach 15 Runs ausschied, verlor Ahmed das letzte Wicket des Innings nach 22 Runs und verkürzte so den Rückstand für Bangladesch auf 92 Runs. Beste sri-lankische Bowler waren Vishwa Fernando mit 4 Wickets für 48 Runs, Lahiru Kumara mit 3 Wickets für 31 Runs und Kasun Rajitha mit 3 Wickets für 56 Runs. In ihrem zweiten Innings bildeten die Eröffnungs-Batter Nishan Madushka und Dimuth Karunaratne eine Partnerschaft. Madushka erreichte 10 Runs und der ihm folgende Angelo Mathews 22 Runs. Nachdem Dhananjaya de Silva aufs Feld gekommen war, verlor Karunaratne sein Wicket nach einem Fifty über 52 Runs. Der Tag endete dann beim Stand von 119/5. Am dritten Spieltag bildete Kamindu Mendis mit de Silva eine Partnerschaft. De Silva schied nach einem Century über 108 Runs aus 179 Bällen aus und an der Seite von Mendis erreichte Prabath Jayasuriya 25 Runs. Mednis verlor dann das letzte Wicket des Innings nach einem Century über 164 Runs aus 237 Bällen und setzte so die Vorgabe für Bangladesch auf 511 Runs. Bester bangladeschischer Bowler war Mehidy Hasan Miraz mit 4 Wickets für 74 Runs. Für Bangladesch erreichte Eröffnungs-Batter Zakir Hasan 19 Runs. Nachdem Mominul Haque ins Spiel gekommen war, endete der Tag beim Stand von 47/5. Am vierten Tag erzielte an der Seite von Haque der hineinkommende Mehidy Hasan Miraz 33 Runs. Nachdem Shoriful Islam 12 Runs erreicht hatte, beendete Haque das Innings ungeschlagen mit einem Fifty über 87* Runs, was nicht ausreichte um die Vorgabe zu gefährden. Beste sri-lankische Bowler war Kasun Rajitha mit 5 Wickets für 56 Runs und Vishwa Fernando mit Wickets für 36 Runs. Als Spieler des Spiels wurde Dhananjaya de Silva ausgezeichnet.

### Zweiter Test in Chittagong
| 30. März – 3. April Scorecard | Chittagong | Sri Lanka 531 (159) & 157-7d (40) | – | Bangladesch 178 (68.4) & 318 (85) |
|                               |            | Sri Lanka gewinnt mit 192 Runs    |   |                                   |

Sri Lanka gewann den Münzwurf und entschied sich als Schlagmannschaft zu beginnen. Für sie bildeten die Eröffnungs-Batter Nishan Madushka und Dimuth Karunaratne eine Partnerschaft. Madushka erreichte ein Fifty über 57 Runs und wurde durch Kusal Mendis gefolgt. Karunaratne erzielte 86 Runs und nachdem Angelo Mathews ins Spiel kam, schied auch Mendis nach einem Fifty über 93 Runs aus. Für ihn kam Dinesh Chandimal ins Spiel. Mathews erreichte 23 Runs und Chandimal bildete eine Partnerschaft zusammen mit Dhananjaya de Silva. Zusammen beendeten sie den tag beim Stand von 314/4. Am zweiten Tag schied Chandimal nach 59 Runs aus und wurde durch Kamindu Mendis ersetzt. De Silva gelang ein Fifty über 70 Runs und an der Seite von Mendis erzielte daraufhin Prabath Jayasuriya 28 und Vishwa Fernando 11 Runs. Mednis beendete das Innings ungeschlagen mit einem half-Century über 92* Runs. bester bangladeschischer Bowler war Shakib Al Hasan mit 3 Wickets für 110 Runs. Für Bangladesch begannen Mahmudul Hasan Joy und Zakir Hasan. Joy schied nach 21 Runs aus und nachdem Taijul Islam aufs Feld kam, endete der Tag beim Stand von 55/1. Am dritten Tag verlor Hasan sein Wicket nach einem Fifty über 54 Runs und Islam schied nach 22 Runs aus. Daraufhin bildete Mominul Haque zusammen mit Shakib Al Hasan eine Partnerschaft. Al Hasan konnte 15 Runs erzielen und kurz nachdem Haque sein Wicket nach 33 Runs verlor, endete das Innings mit einem Rückstand von 353 Runs. Bester sri-lankischer Bowler war Asitha Fernando mit 4 Wickets für 34 Runs. Für Sri Lanka bildeten in ihrem zweiten Innings Eröffnungs-Batter Nishan Madushka zusammen mit dem vierten Schlagmann Angelo Mathews eine Partnerschaft. Madushka erzielte 34 Runs und nachdem Prabath Jayasuriya ins Spiel kam, endete der Tag beim Stand von 102/6. Am vierten Tag verlor Mathews nach einem Fifty über 56 Runs sein Wicket. Als Jayasuriya 28* Runs erreicht hatte deklarierte Sri Lanka dann das Innings und setzte Bangladesch so eine Vorgabe von 511 Runs. Bester bangladeschischer Bowler war Hasan Mahmud mit 4 Wickets für 65 Runs. Für Bangladesch bildeten Mahmudul Hasan Joy und Zakir Hasan die Eröffnungs-Partnerschaft. Joy erreichte 24 Runs und wurde gefolgt durch Najmul Hossain Shanto. Hasan erreichte 19 Runs und nachdem Mominul Haque aufs Feld kam, schied Shanto nach 20 Runs aus. Für ihn kam Shakib Al Hasan aufs Feld und Haque verlor sein Wicket nach einem Fifty über 50 Runs. Es folgte Litton Das und kurz nachdem Al Hasan 36 Runs erzielte, fiel auch das Wicket von Das nach 38 Runs. Ihnen folgte Shahadat Hossain und Mehidy Hasan Miraz. Hossain schied nach 15 Runs aus und nachdem Taijul Islam ins Spiel kam, endete der Tag beim Stand von 268/7. Am fünften Spieltag verlor Islam sein Wicket nach 14 Runs. Miraz beendete das Innings ungeschlagen nach einem Fifty über 81* Runs, was jedoch nicht ausreichte die Vorgabe zu gefährden. Beste sri-lankische Bowler waren Lahiru Kumara mit 4 Wickets mit 50 Runs und Kamindu Mendis mit 3 Wickets für 32 Runs. Als Spieler des Spiels wurde Kamindu Mendis ausgezeichnet.

## Auszeichnungen

### Player of the Series
Als Player of the Series wurden der folgende Spieler ausgezeichnet.
| Serie    | Player of the Series  |
| -------- | --------------------- |
| Test     | Kamindu Mendis        |
| ODI      | Najmul Hossain Shanto |
| Twenty20 | Kusal Mendis          |

### Player of the Match
Als Player of the Match wurden die folgenden Spieler ausgezeichnet.
| Spiel   | Player of the Match   |
| ------- | --------------------- |
| 1. Test | Dhananjaya de Silva   |
| 2. Test | Kamindu Mendis        |
| 1. ODI  | Najmul Hossain Shanto |
| 2. ODI  | Pathum Nissanka       |
| 3. ODI  | Rishad Hossain        |
| 1. T20  | Charith Asalanka      |
| 2. T20  | Najmul Hossain Shanto |
| 3. T20  | Nuwan Thushara        |